# Kat Edmonson
Kat Edmonson (* 3. August 1983 in Houston, Texas; eigentlich Katherine Edmonson) ist eine US-amerikanische Sängerin und Songwriterin.

## Leben
Kat Edmonson wuchs als Einzelkind bei ihrer alleinerziehenden Mutter in Houston, Texas, auf. Ihre Mutter machte sie mit Schallplatten, Spielfilmen und Musicals mit dem Great American Songbook bekannt, den Klassikern amerikanischer Unterhaltungsmusik der 1930er bis 1960er Jahre. So eignete sie sich ihr Jazz-Repertoire an. Ihre Musik vereint Elemente verschiedener Genres wie Jazz, Folk, Acoustic Rock, Bossa Nova, Country und Pop. Sie bezeichnet ihren Musikstil als „Vintage Pop“. Kat Edmonson schrieb ihren ersten Song im Alter von neun Jahren.
2002 gelangte sie bei der Teilnahme an der zweiten Staffel von American Idol unter die letzten 48 Teilnehmer. Anschließend zog sie nach Austin, Texas und beschloss, professionelle Musikerin zu werden. Nach Jahren als Sängerin in der dortigen Club-Szene veröffentlichte sie 2009 ihr selbstfinanziertes Debütalbum Take to the Sky, das die Top 20 der Billboard Jazz Charts erreichte. Ein Duett des Klassikers „Baby, It’s Cold Outside“ mit Lyle Lovett führte zu einem gemeinsamen Auftritt in der Tonight Show von Jay Leno und einer Tour im Vorprogramm von Lovett. 2010 trat sie beim Taichung Jazz Festival in Taiwan auf.
Ihr 2012 veröffentlichtes zweites Album Way Down Low konnte sie mit einer Crowdfunding-Kampagne auf der Plattform Kickstarter finanzieren. Way Down Low erreichte die Nummer 1 der Billboard Heatseekers Chart und verhalf ihr zu einer TV-Aufzeichnung bei Austin City Limits Live. Im Frühjahr 2013 folgte die erste USA-Tour mit 11 Konzerten als Headliner. Im  Sommer 2013 war Kat Edmonson bei mehreren Jazz-Festivals in Europa zu sehen, u. a. beim Montreux Jazz Festival. Im Vorprogramm von Jamie Cullum tourte sie im Herbst 2013 durch die Niederlande, Deutschland, Portugal, Spanien und Frankreich.
Ihr drittes Album The Big Picture wurde am 30. September 2014 veröffentlicht. Wie Way Down Low erreichte es die Nummer 1 der Billboard Heatseekers Charts. 2016 war sie in der Filmkomödie Café Society von Woody Allen als Nachtclub-Sängerin zu sehen und zu hören.

## Diskografie
- 2009: Take to the Sky, Convivium
- 2012: Way Down Low, Spinnerette Records
- 2014: The Big Picture, Sony Masterworks
- 2018: Old Fashioned Gal, Sony Music Labels Inc.
- 2020: Dreamers Do, Spinerette Records

## Filmografie
- 2013: Angels Sing (Gastauftritt)
- 2016: Café Society